# Rhinopithecus roxellana
El langur chato dorado (Rhinopithecus roxellana) es una especie de primate catarrino de la familia Cercopithecidae endémica de China. Su distribución se limita a las montañas Hengduan, en las provincias de Sichuan y Gansu; las montañas Qinling, en la provincia de Shaanxi; y las montañas Shennongjia, en la provincia de Hubei No se conocen subespecies. Estas montañas se encuentran al norte del río Yangtze y sur del río Amarillo.
Habita en los bosques que se encuentran en elevaciones de 1400 a 3500 m s. n. m. dentro de su ubicación. Es de hábitos arborícolas, sin embargo los machos suelen estar en tierra la mitad del día, las hembras y las crías menos tiempo. Es el único mono que tolera la presencia habitual de nieve.
Como dato curioso, este mono presenta una coloración azulada en su rostro. Esto lo hace uno de los pocos mamíferos que poseen este color. 
Este mono llega a vivir en tropas de hasta seiscientos individuos, que se dividen a su vez en grupos más pequeños en los que domina un macho con su harén de 5 a 6 hembras y sus crías, de un modo similar a las grandes tropas de geladas. Las hembras son las encargadas del cuidado de los jóvenes, que alcanzan la madurez a los siete años si son machos y a los cuatro si son hembras.
El langur chato dorado es la única especie de mono del Viejo Mundo donde se ha registrado que hembras amamantan tanto a sus crías como a las que no lo son. Este comportamiento, denominado lactancia alomaterna, ocurre durante los primeros tres meses de las crías de hembras relacionadas y que cuidaban a las crías de cada una de manera recíproca e incrementa la probabilidad de supervivencia en las crías en comparación con las crías de hembras que no lo practican.